# Carl Franz Joseph Anton Benedek
Carl Franz Joseph Anton Benedek (Geburtsname: Karl Franz Joseph Anton Benedek; aus „Karl“ wurde erst später „Carl“ als Künstlername entwickelt; auch: Carl Benedek, Karl Benedek, Prof. Carl Fr. J. Benedek, Pseudonym: Benedikt Walser; im Internet teilweise zu finden unter: Carl Friedrich Joseph Benedek; * 19. Januar 1902 in Konstantinopel; † 6. März 1967 in Hopfen am See bei Füssen) war ein österreichischer Künstler.

## Leben
Benedek absolvierte ein Studium an der Graphischen Lehr- und Versuchsanstalt in Wien. Anschließend wirkte er als Werbegrafiker und Illustrator, u. a. für den Berliner Ullstein-Verlag. Benedek lebte ab den Zwanzigerjahren bis zum Zweiten Weltkrieg in Berlin. Während der gesamten Kriegszeit war er als graphischer Kriegsberichterstatter an mehreren Fronten eingesetzt. Nach Entlassung aus amerikanischer Kriegsgefangenschaft lebte er von Ende der Vierzigerjahre bis zu seinem Tode in Heidelsbuch bei Füssen im Allgäu.
Er machte sich in den Fünfziger- und Sechzigerjahren nicht nur als Kunstmaler mit seinen Aquarellen im Landkreis Füssen einen Namen, sondern war durch seine naturnahen Illustrationen von zahlreichen Büchern (Tier-, Jugend- und Schulbücher) im deutschen Sprachraum sehr bekannt und geschätzt. Große Verlagshäuser wie Fischer/Göttingen, Andermann/München-Wien, Bertelsmann/Gütersloh, Klett/Stuttgart u. a. gehörten zu seinen Auftraggebern.
Benedek wurde auf dem römisch-katholischen Friedhofsteil von Hopfen am See begraben.

## Werke
- Anglers ABC, Berlin 1934
- Die Bärentöter, Göttingen 1957
- Wuzi und Schlawuzi, Göttingen 1963
- Besuch im Zoo, Göttingen 1967
- Was steht im Stall, Fürth 1972

## Illustrierte Werke
- Auf Straßen und Schienen ins zweite Jahrhundert, Berlin 1936
- Werner Baumbach: Zwei Jungen fliegen nach Italien, Stuttgart 1954
- Harriet Beecher Stowe: Onkel Toms Hütte, Göttingen
- Erika Behm: Blau-Ännchen. Sonnenfreude, Göttingen 1962
- Erika Behm: Jeder möchte König sein. Der Traumkönig, Göttingen 1964
- Carl Berndt: Der Nächste bitte …, Franckh’sche Verlagshandlung, Stuttgart 1950
- Carl Berndt: Der Nächste bitte …, Franckh’sche Verlagshandlung, Stuttgart 1955
- Ernst Birnbaum: Im Zaubergarten der Märchenwelt, Göttingen 1964
- Elisabeth C. von Bomhard / H.Kuch: Alle Achtung, Peter! Leitschienenbahn, Blüchert/Stuttgart 1953
- Otto Boris: Mbogo, Adam Reitze, Worpswede 1949
- Anton Bossi Fedrigotti: Christian der Grenzgänger, München [u. a.] 1951
- Anton Bossi Fedrigotti: Andreas Hofer, Göttingen
- Agnes Breitzmann: Evas Lehrjahre, Berlin 1935
- Agnes Breitzmann: Die Rosen von Hagenow, Berlin 1935
- G. H. Brown: Robin Hood and his outlaws, Stuttgart 1952
- James Fenimore Cooper: Der alte Trapper, Göttingen 1966
- James Fenimore Cooper: Lederstrumpf-Geschichten, Göttingen 1963
- James Fenimore Cooper: Der letzte Mohikaner, Göttingen 1960
- James Fenimore Cooper: Der Pfadfinder, Göttingen 1957
- James Fenimore Cooper: Die Prärie, Göttingen 1963
- James Fenimore Cooper: Wildtöter, Göttingen 1966
- Ella Cramer: Dorli daheim, Berlin 1936
- Daniel Defoe: Robinson Crusoe, Göttingen 1961
- Hans Eduard Dettmann: Amünla das Mongolenmädchen, Göttingen
- Hans Eduard Dettmann: Das Abenteuer meines Lebens, Göttingen 1965
- Hans Eduard Dettmann: Flugkapitäne erzählen, Göttingen 1960
- Hildegard Diessel: Ortrun unter der Haube, Göttingen 1963
- Hildegard Diessel: Ortruns erste Nachtwache, Göttingen 1964
- Hildegard Diessel: Schwesternschülerin Ortrun, Göttingen 1963
- Edwin Erich Dwinger: Das Glück der Erde, Pilgram Verlag, Salzburg 1957
- Helmut Endemann: Drei Jungen machen sich unsichtbar, Stuttgart [u. a.] 1933
- Willi Fehse: Christoph Kolumbus, Entdecker und Eroberer, Göttingen 1957
- Willi Fehse: Die große Stunde im Leben genialer Erfinder, Göttingen 1957
- Willi Fehse: Hernando Cortez, Göttingen 1957
- Willi Fehse: Pizarro stürzt das Inkareich, Göttingen 1957
- Wilhelm Fischer: Klaus Störtebeker, der größte Seeräuber aller Zeiten, Göttingen 1960
- Shannon Garst: Alec and his champion dog, Stuttgart 1955
- Hans von Gaudecker: Junge, du schaffst es!, Schwenningen am Neckar 1958
- Karl Heinz Gies: Goldschopf und Huschewind, Göttingen 1962
- Bernhard Götz: Hannes der SChülerlotse, Göttingen
- Jacob Grimm: Hans im Glück, Esslingen 1961
- Edith Grotkop: Hannelore und Blizzard in Australien, Göttingen 1960
- Emmi Gruhner: Haselnüßchen, Stuttgart [u. a.] 1933
- Erica Grupe-Lörcher: Die drei Rosen im Süden, Berlin 1935
- Paul Hain: Es war einmal ein Page, Berlin 1936
- Günther Haselbusch: Dolchtatze/Räuber im Pelz, Göttingen 1971
- Günther Haselbusch: Der Alte vom Berge, Göttingen
- Günther Haselbusch: Der Elchkönig, Göttingen 1968
- Günther Haselbusch: Der Geisterhirsch, Göttingen 1964
- Günther Haselbusch: Der schwarze Schwimmer, Göttingen
- Günther Haselbusch: Die Fallensteller, Göttingen
- Günther Haselbusch: Im wilden Tann, Göttingen 1968
- Günther Haselbusch: König Greif, der Seeadler, Göttingen 1958
- Günther Haselbusch: Ein Luchs im Revier / Räuber im Pelz, Göttingen 1975
- Günther Haselbusch: Der Mordbär, Göttingen 1971
- Günther Haselbusch: Mordzahn, der Wassermarder, Göttingen 1958
- Günther Haselbusch: Reißzahn, der Raubwolf, Göttingen 1957
- Günther Haselbusch: Rinka, die Flußpiratin, Göttingen 1958
- Wilhelm Hauff: Zwerg Nase, Erlangen 1978
- Hans Hempe: Claudia erobert ihr Pony, Göttingen 1962
- Ernst Herrmann: Handwerkliche Betriebsführung, Klett/Stuttgart 1950
- Arnd Herzbruch: Planetenflieger, Berlin 1935
- Albert Hochheimer: SOS im Atlantik, München [u. a.] 1955
- Lotte Huwe: Das Bernsteinherz, Göttingen
- Dorothea Hollatz: Bazi und Alexis, Stuttgart 1955
- Johann Kaltenboeck: Der Depeschenreiter, Stuttgart [u. a.] 1936
- Otto Kampe: Alexander der Große, Göttingen 1965
- Otto Kampe: Armin der Cherusker, Göttingen
- Otto Kampe: Cäsar, Göttingen
- Otto Kampe: Feldherren gegen Rom, Göttingen
- Otto Kampe: Hannibal, der Karthager, Göttingen 1957
- Cherry Kearton: Toto, the chimpanzee, Stuttgart 1952
- Kurt Kellner: Dem Hunde, wenn er gut gezogen, Stuttgart 1956
- Hans Kitzinger: Edith ist zu beneiden, Göttingen 1964
- Hans Kitzinger: Erster Preis für Edith, Göttingen 1964
- Hans Kitzinger: Edith und Rolf, Göttingen 1964
- Hans Kitzinger: Kein Problem für Edith, Göttingen 1964
- Georg Kleemann: Sechsmal Futter, bitte!, Stuttgart 1956
- Ulrich Klever: Knaurs Hundebuch, München [u. a.] 1959
- Erich Kloss: Beim Förster im Hochgebirge, Franz Schneider Verlag, München 1957
- Erich Kloss: Die Försterkinder vom Alpsee, Franz Schneider Verlag, München 1957
- Erich Kloss: Michael und die Waldfreunde, Franz Schneider Verlag, München 1960
- Erich Kloss: Tierkinder in unserem Wald, Franz Schneider Verlag, München 1959
- Erich Kloss: Die Waldfreunde und ihre Tiere, Franz Schneider Verlag, München 1962
- Kurt Knaak: Besuch bei wilden Tieren, Göttingen 1967
- Kurt Knaak: Blacky, der treue Neufundländer, Göttingen 1964
- Kurt Knaak: Der geheimnisvolle Waldsee, Göttingen 1964
- Kurt Knaak: Der rote Hirschhund, Göttingen
- Kurt Knaak: Es begann mit einem Pony, Göttingen 1965
- Kurt Knaak: Faun, der Herr des Waldes, Göttingen 1964
- Kurt Knaak: Geheimnisvolle Pirsch, Göttingen 1966
- Kurt Knaak: Hunde, deine Kameraden, Göttingen 1964
- Kurt Knaak: Hunde, meine Freunde, Göttingen 1966
- Kurt Knaak: Hurra, der Terrier, Göttingen 1963
- Kurt Knaak: Ilk, das Rauhbein, Göttingen 1964
- Kurt Knaak: Kamerad Pferd, Göttingen 1970
- Kurt Knaak: Marata, die treue Haflingerstute, Göttingen 1962
- Kurt Knaak: Monika und ihr Reh, Göttingen 1964
- Kurt Knaak: Nickel Zapperlot, Göttingen 1960
- Kurt Knaak: Peggy der Blindenhund, Göttingen
- Kurt Knaak: Pferde, meine Freunde, Göttingen 1964
- Kurt Knaak: Polizeihund Harras, Göttingen 1965
- Kurt Knaak: Rehe sehen dich an, Göttingen 1963
- Kurt Knaak: Ricki, das Rehlein und andere Tiergeschichten, Göttingen 1966
- Kurt Knaak: Verfemt und gejagt, Göttingen 1965
- Kurt Knaak: Wie Klaus Förster wurde, Göttingen 1967
- Kurt Knaak: Wilde Tiere sehen dich an, Göttingen 1967
- Kurt Knaak: Wunderstute Larissa, Göttingen 1958
- Hilda Knobloch: Bernd hat einen Vogel, Göttingen 1964
- Hilda Knobloch: Hackebold, der klügste aller Vögel, Göttingen 1958
- August Kopisch: Die Heinzelmännchen zu Köln, Fürth (Bay.) 1961
- Walter Kuppel: Eck auf Schmugglerjagd, Göttingen 1962
- Georg Lindenlaub: Die Anfänge der Arbeiterbewegung, Weinheim/Bergstr. 1960
- Horst Lipsch: Stips und Stupsi im Försterhaus, Göttingen 1968
- Horst Friedrich List: Auf der Fährte der Elefanten, Göttingen
- Horst Friedrich List: Der Sohn des Scheichs, Göttingen
- Horst Friedrich List: Imek, der tapfere Eskimojunge, Göttingen 1958
- Horst Friedrich List: Omar, der junge Scheik, Göttingen 1960
- Horst Friedrich List: Omar reitet nach Mekka, Göttingen 1957
- Horst Friedrich List: Omar und die Wüstenpolizei, Göttingen 1957
- Hermann Löns: Der Alte vom Berge und andere Tiergeschichten aus Wald und Heide, Göttingen 1967
- Hermann Löns: Heimische Tierwelt und andere Tiergeschichten aus Wald und Heide, Göttingen 1967
- Hermann Löns: Mümmelmann und andere Tiergeschichten aus Wald und Heide, Göttingen 1967
- Gretl Maurer: Der kleine Brummbär, Göttingen 1964
- Michael Molander: Die heitere Reise, Göttingen
- Britta Munk: Hotel Hanne, Blüchert/Stuttgart
- Kater Murr: Im Zaubergarten der Märchenwelt, Göttingen
- Brigitte Noder: Aladin und die Wunderlampe, Erlangen 1979
- Brigitte Noder: Kalif Storch, Erlangen 1979
- Brigitte Noder: Robinson Crusoe, Erlangen 1979
- Fried Noxius: Der verlorene Schatten, München [u. a.] 1959
- Peschel/Bindernagel: Das Geheimnis der Höhle, Göttingen 1959
- Peschel/Bindernagel: Die Geisterhöhle, Göttingen 1959
- Peschel/Bindernagel: Vielauge der Häuptling, Göttingen 1959
- Ramaturi: Das Tugendschwein, Wien [u. a.] 1921
- Fritz Reinhardt: Hansel Knopfauges Abenteuer, Stuttgart 1955
- Lothar von Reppert-Rauten: Die Farm in den Bobosbergen, München [u. a.] 1955
- Lothar von Reppert-Rauten: Taten und Abenteuer grosser Afrikaforscher, Göttingen
- Brigitte von Röder: Lore erreicht es doch!, Stuttgart 1934
- Heinrich Rosemann: Die lustigen Zwillinge, Göttingen
- Günter Sachse: Andersens Märchen, Göttingen
- Günter Sachse: Bechsteinmärchen, Göttingen
- Günter Sachse: Grimms Märchen, Göttingen 1964
- Martha Schlinkert: Unser täglich Brot, Göttingen
- Alexander Schmook: Der einsame Waldkönig, Göttingen 1965
- Alexander Schmook: Die heimlichen Unheimlichen, Göttingen 1966
- Alexander Schmook: Ich heiße Ratz!, Göttingen 1966
- Alexander Schmook: Der rote Räuber, Göttingen 1965
- Alexander Schmook: Treue Hunde, Göttingen 1966
- Alexander Schmook: Wir sind für Teddy und andere Hundegeschichten, Göttingen 1966
- Dagmar Schrimpf: Wenn Stadtkinder aufs Land kommen …, Stuttgart 1957
- Heinz Schröter: Mathias, der Hund mit dem E.K., Uhlmann, Bad Pyrmont 1954
- Gustav Schwind: Im Reich des Leoparden, Göttingen
- Heinrich Segebrock: Komm wieder, weißer Mann, Göttingen
- Theodor Seidenfaden: Traumnacht auf der Toteninsel, Göttingen 1956
- Margarete von Seydewitz: Humorous animal stories, Stuttgart 1953
- Karl Adolf Sievers: Auf leisen Sohlen und andere Tiergeschichten aus heimischer Flur, Göttingen 1964
- Heinz Sponsel: Forscher und Erfinder, Bertelsmann, Gütersloh 1958
- Lore Sporhan-Krempel: Lagerkameradinnen, Stuttgart [u. a.] 1935
- Karl Springenschmid: Tapferer kleiner Jom, München [u. a.] 1955
- Willy Steding: Im Banne der Fischweid, Berlin 1938
- Heinz Steguweit: Der blaue Brief, Göttingen 1964
- Heinz Steguweit: Lutz Langohr, Göttingen
- Hanna Stephan: Der entflohene Elefant, Göttingen 1963
- Hanna Stephan: Der fremde Hund und andere wahre Tiergeschichten aus aller Welt, Göttingen 1963
- Hanna Stephan: Der schwarze Schäferhund, Göttingen 1963
- Hanna Stephan: Ein Herz für Tiere, Göttingen 1964
- Hanna Stephan: Geliebter Stromer und andere wahre Tiergeschichten, Göttingen 1964
- Hanna Stephan: Seltsame Lebensretter und andere wahre Tiergeschichten, Göttingen 1964
- Hanna Stephan: Ungewöhnliche Tiergeschichten aus aller Welt, Göttingen 1964
- Hanna Stephan: Wie Hund und Katze, Göttingen 1963
- Harriet Beecher Stowe: Onkel Toms Hütte, Göttingen 1966
- Jonathan Swift: Gulliver bei den Riesen, Göttingen
- Hans Thür: Sieg am Nanga Parbat, Wilh. Andermann / R. Oldenburg, München [u. a.] 1954
- Hans Thür: Testpilot Harry, München [u. a.] 1955
- Thomas Trent: Brennpunkt Suezkanal, Göttingen 1956
- Thomas Trent: Engel in Uniform, Göttingen
- Thomas Trent: Flamme von Olympie, Göttingen
- Thomas Trent: Kanäle Tanker Projekte, Göttingen
- Thomas Trent: König Erdöl, Göttingen
- Thomas Trent: Sahara, Oase Europas, Göttingen
- Thomas Trent: Sternstunden großer Forscher, Göttingen 1965
- Trent/Goetz: Alarm des Gewissens, Göttingen 1955
- Louis Untermeyer: The wonderful adventures of Paul Bunyan, Stuttgart 1950
- Else Ury: Nesthäkchen im Kinderheim, Berlin 1922
- Else Ury: Nesthäkchens Backfischzeit, Berlin 1928
- Else Ury: Nesthäkchens Jüngste, Berlin 1930
- Else Ury: Wir Mädels aus Nord und Süd, Berlin 1931
- Josef S. Viera: Geheimnis der Ferne, Göttingen 1962
- Josef S. Viera: In den Höhlen des Atlas, Göttingen 1962
- Josef S. Viera: Jo kommt ins Abenteuer, Göttingen 1962
- Josef S. Viera: Kordula im Tierparadies, Göttingen
- Josef S. Viera: Kordula und das Faultier, Göttingen 1958
- Josef S. Viera: Kordula und das Ren, Göttingen 1956
- Josef S. Viera: Die letzte Rettung, Göttingen 1964
- Josef S. Viera: Robinson wider Willen, Göttingen 1958
- Ingeborg Vollquartz: Lillian, Berlin 1931
- Ingeborg Vollquartz: Lillians Ehe, Berlin 1931
- Erich von Voss: Sohn der Sonne, Göttingen
- Peter Zuckmantl: Der Mongolensturm, Göttingen
- Peter Zuckmantl: Dschingis Khan erobert sich ein Weltreich, Göttingen 1966
- Peter Zuckmantl: Marco Polo, Göttingen 1966